# Plesse (Wanfried)
Die Plesse ist ein 479,6 m ü. NHN hoher Berg der Wanfrieder Werrahöhen. Er liegt zwischen Wanfried im hessischen Werra-Meißner-Kreis und Hildebrandshausen im thüringischen Unstrut-Hainich-Kreis (Deutschland).
Der geologische Untergrund besteht aus hellem Muschelkalk, der besonders an dem im 17. Jahrhundert durch einen Felssturz entstandenen Plessefelsen zutage tritt. Auf dem Berg steht der Aussichtsturm Plesseturm.

## Geographie

### Lage
Die Plesse erhebt sich am Südwestrand des Oberen Eichsfelds. Sie liegt rechts der Werra auf der Grenze der Stadt Wanfried (Werra-Meißner-Kreis; Hessen) zur Gemeinde Südeichsfeld (Unstrut-Hainich-Kreis; Thüringen), die zugleich Grenze vom Geo-Naturpark Frau-Holle-Land (Werratal.Meißner.Kaufunger Wald) im Südwesten zum Naturpark Eichsfeld-Hainich-Werratal im Nordosten ist. Rund um den Berg liegen die Kernstadt von Wanfried im Westsüdwesten und die Ortschaften Döringsdorf (Landkreis Eichsfeld) im Nordwesten, das zur Gemeinde Geismar gehört, sowie Lengenfeld unterm Stein und Hildebrandshausen (Unstrut-Hainich-Kreis) im Nordosten, die beide zur Gemeinde Südeichsfeld zählen. Die Kreisstadt Eschwege (Werra-Meißner-Kreis) befindet sich 9,5 km westlich.

### Höhenzug Keudelskuppe-Plesse-Konstein
Der Berg ist Teil des Höhenzugs Keudelskuppe-Plesse-Konstein. Dieser erstreckt sich in Nordwest-Südost-Richtung von Döringsdorf bis zum Gatterbach, einem kleinen rechtsseitigen Zufluss der Werra. Die östliche Begrenzung bildet das Tal des Rosebaches, der bei Lengenfeld in die Frieda mündet. Höchste Erhebung ist die Keudelskuppe (484,7 m) am nordwestlichen Ende, im Südosten schließt sich der Konstein (455,2 m) an. Weitere Erhebungen am Rand des Höhenzugs sind der Große Hopfenberg (394,1 m) und der Wacholderberg (400,2 m) auf der Ostabdachung sowie der Mittelberg (Hanglage bis etwa 300 m) in Richtung Werratal.

### Naturräumliche Zuordnung
Der Berg zählt nach der naturräumlichen Gliederung im Blatt Kassel der Bundesanstalt für Landeskunde zum Naturraum Wanfrieder Werrahöhen (Nr. 483.22), einem Ausläufer der Untereinheit Westliches Obereichsfeld (483.2) und Teil der Haupteinheit Nordwestliche Randplatten des Thüringer Beckens (483) in der Haupteinheitengruppe Thüringer Becken (mit Randplatten) (47/48). Nach Süden und Westen fällt die Landschaft in die Untereinheit Treffurt-Wanfrieder Werratal (358.1) ab, einem Teil der Haupteinheit Unteres Werrabergland (Unteres Werraland; 358) innerhalb der Haupteinheitengruppe Osthessisches Bergland (35).
Entsprechend der Einteilung des Bundesamtes für Naturschutz (BfN) ist die Plesse dem Unteren Werratal (35801) zugerechnet.

## Schutzgebiete
Auf der Plesse liegen Teile des Naturschutzgebiets Plesse-Konstein (CDDA-Nr. 7051; 1960 ausgewiesen; 1,9845 km² groß), des Landschaftsschutzgebiets Obereichsfeld (CDDA-Nr. 390325; 2009; 384,7677 km²), des Vogelschutzgebiets Felsklippen im Werra-Meißner-Kreis (VSG-Nr. 4726-401; 483,43 ha) sowie der Fauna-Flora-Habitat-Gebiete Plesse-Konstein-Karnberg (FFH-Nr. 4827-301; 5,6401 km²) und Werra- und Wehretal (FFH-Nr. 4825-302; 244,8191 km²).

## Namensherkunft und Geschichte
Der Name Plesse wird für das Eichsfeld 1358 als vor deme plessen erwähnt. Eine Ableitung von blassa oder blesse für einen hellen Untergrund, wo der Wald abgeholzt ist, wird beschrieben. Eine Namensgleichheit besteht mit der Burg Plesse im oberen Leinetal bei Göttingen, die zum Stammsitz der Herren von Plesse wurde. Gottschalk III. von Plesse war auf der benachbarten Burg Stein eingesetzt und baute 1251–1259 im Auftrag der Mainzer Kurfürsten eine Grenzbefestigung über den gesamten Höhenrücken. Der südliche  Konstein war bereits durch Kelten oder Germanen befestigt worden, auf der Keudelskuppe wurde eine kleine Burganlage errichtet und die Befestigung über das Fackental (Vokemal) bis zur Burg Stein geführt. Darüber hinaus wurden im Umfeld der Burg Siedlungen (Kywobsdorf oder Kubsdorf, Wintersdorf, Burgerode) angelegt, die aber bereits im Mittelalter wüst wurden. Der Grenzverlauf über den Bergrücken blieb über Jahrhunderte bestehen, einschließlich der Innerdeutschen Grenze und heutigen thüringisch-hessischen Landesgrenze.

## Besonderheiten

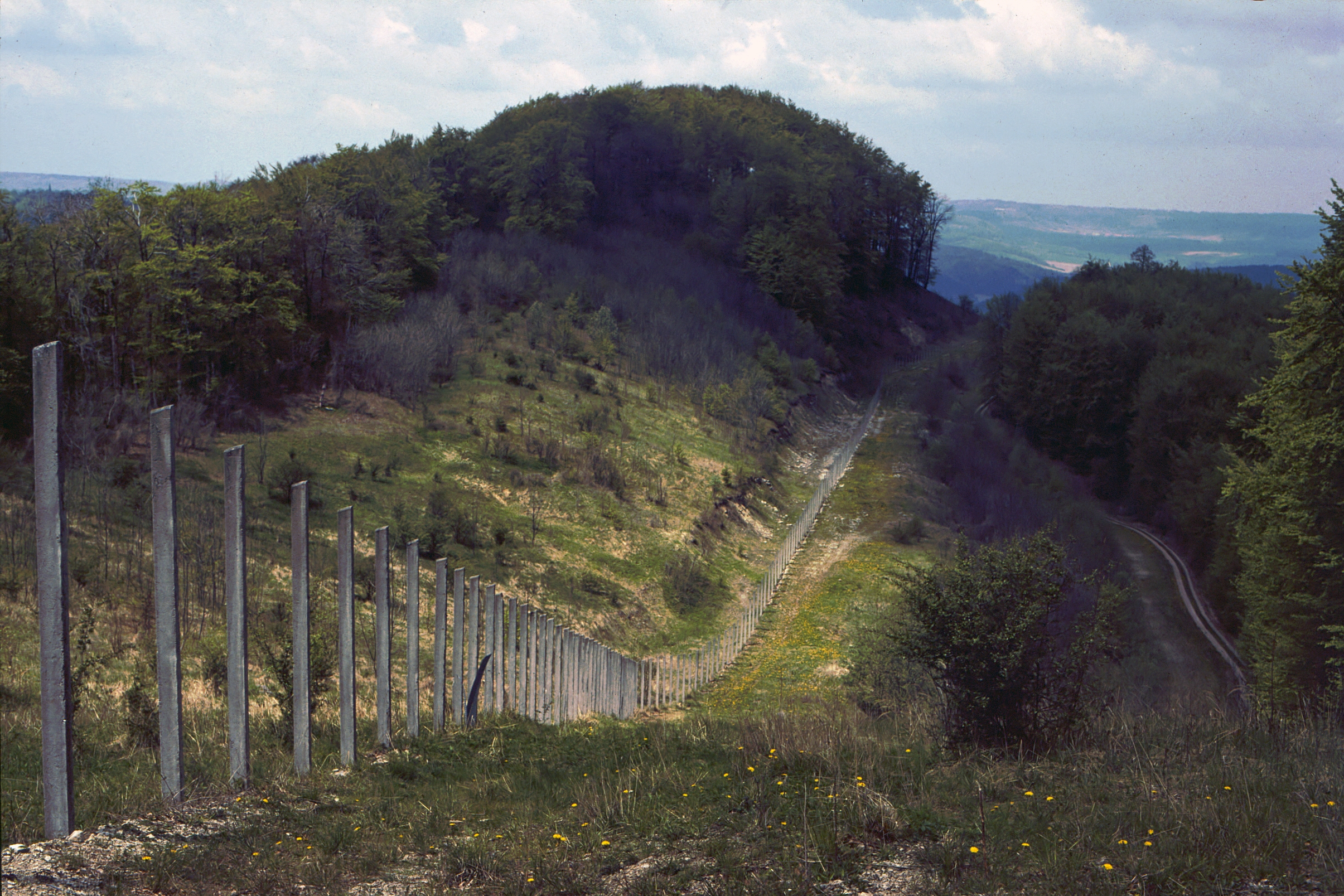
Ehemalige innerdeutsche Grenze hinter der Plesse 1993; Blick nach Osten

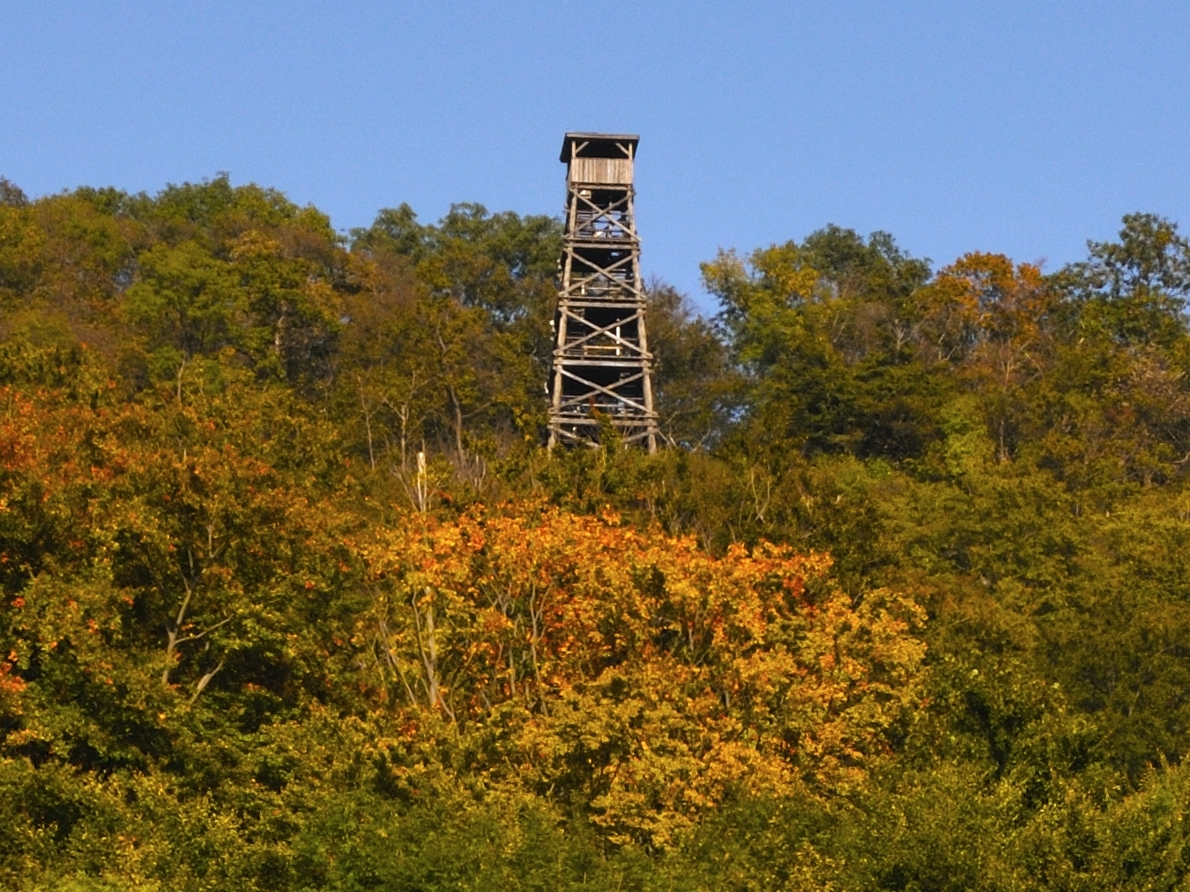
Plesseturm

Die Plesse und die angrenzenden Berge sind ein beliebtes Ausflugs- und Wandergebiet mit einer abwechslungsreichen Landschaft und Natur. Unmittelbar über den Bergrücken verlief die ehemalige Innerdeutsche Grenze und ist jetzt Teil des Grünen Bandes Deutschland. Über die Plesse verläuft der Premiumweg P5 Plesse.
Geologisch interessant ist die durch einen Felssturz am 24. Januar 1640 südwestlich der Bergkuppe entstandene Plessefelswand sowie zwei höhlenartige Spalten im Muschelkalk, die Taterlöcher.

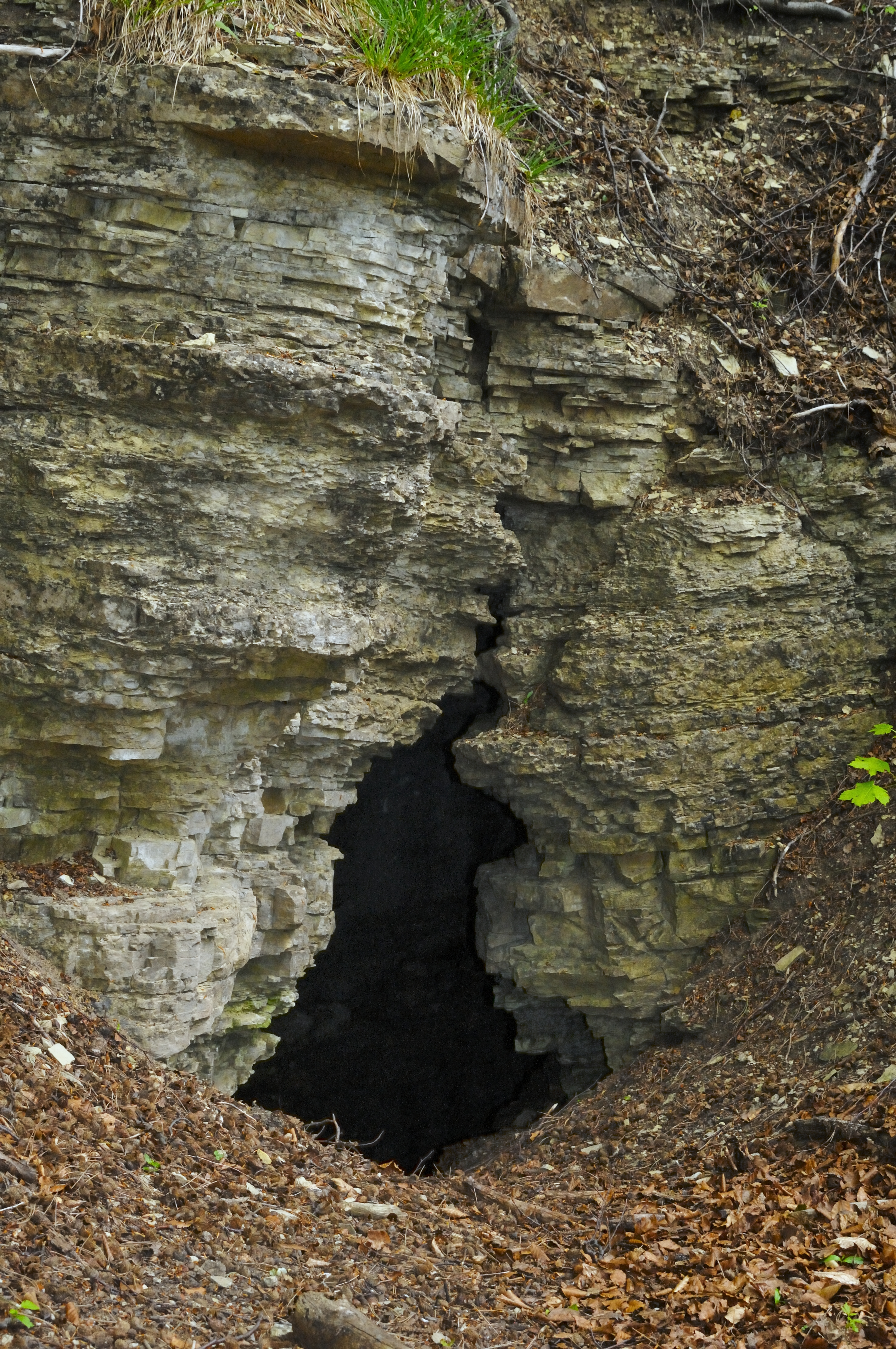
Taterloch
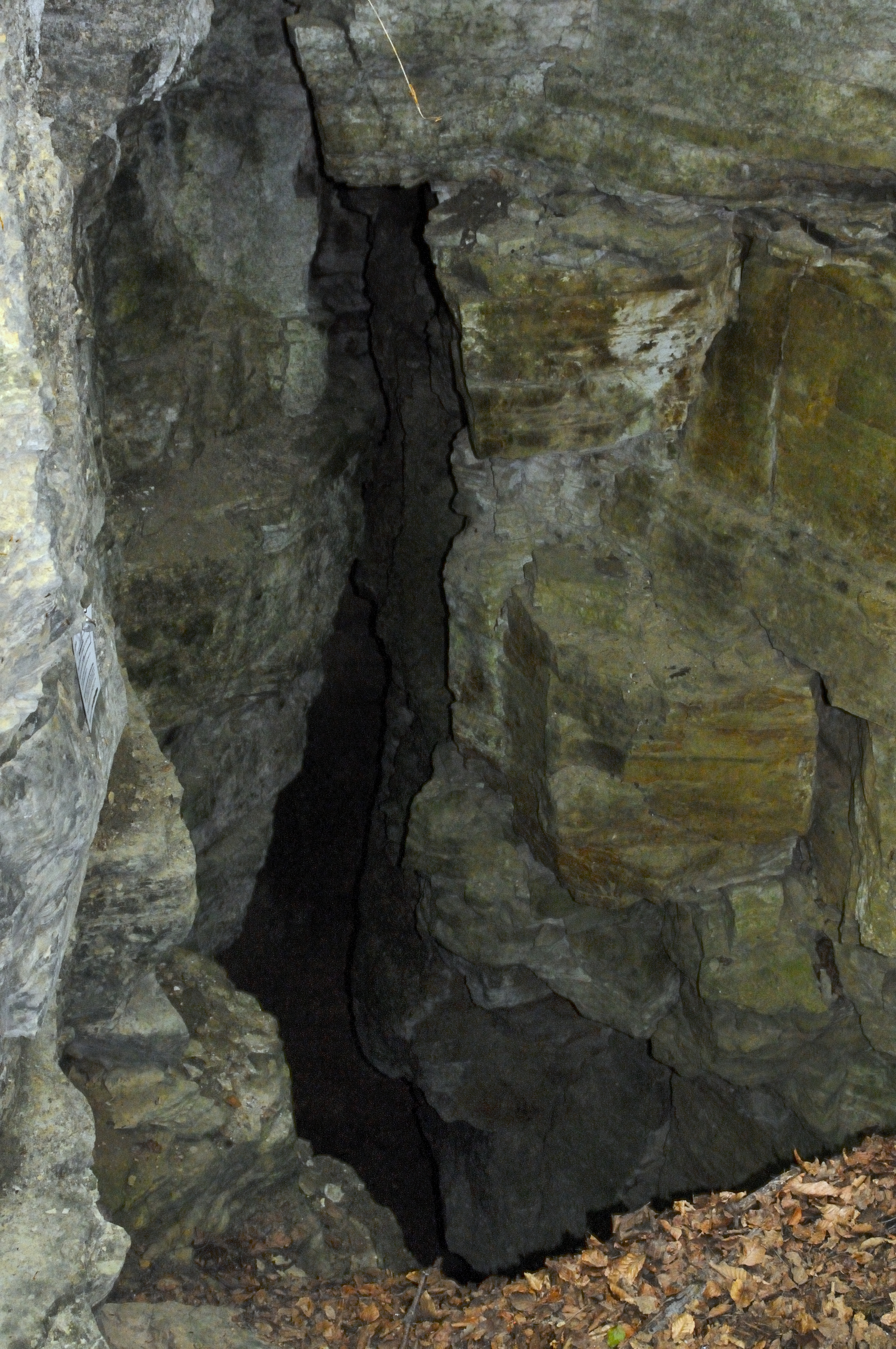
Taterloch

## Plesseturm
Etwa 350 m südlich des Plessegipfels steht über dem kleinen Plessefelsen (Schwindelpfad) der 1963/64 erbaute Plesseturm. Von seiner Aussichtsplattform kann unter anderem das Werratal mit Wanfried und Eschwege, das nordosthessische Bergland (insbesondere der Hohe Meißner) und das südliche Eichsfeld erblickt werden.
Aufgrund von Verwitterungsschäden war der 22 Meter hohe Turm seit 2016 gesperrt.
Nach umfangreichen Sanierungsarbeiten fand die Wiedereröffnung am 3. Oktober 2023, dem Tag der Deutschen Einheit, statt.